# Anneville-Ambourville
Anneville-Ambourville è un comune francese di 1 230 abitanti situato nel dipartimento della Senna Marittima nella regione della Normandia.

## Società

### Evoluzione demografica
Abitanti censiti